# Рудик, Пётр Антонович
Пётр Антонович Рудик (1893—1983) — советский учёный-психолог, доктор педагогических наук (по психологии, 1963), член-корреспондент отделения педагогики АПН РСФСР (1947).
Основатель отрасли психологической науки — психологии спорта. Автор более 200 опубликованных научных трудов: учебников, монографий, учебных пособий и научно-методических статей по самым актуальным проблемам психологии спорта.

## Биография
Родился 1 июля (13 июля по новому стилю) 1893 года в крестьянской семье.
В 1910 году с золотой медалью окончил гимназию, а в 1915 году — философский факультет Императорского Московского университета.
Остался в вузе и работал там в качестве ассистента. В 1919 году поступил на работу в Государственный центральный институт физической культуры (ГЦИФК, позже ГЦОЛИФК, ныне Российский государственный университет физической культуры, спорта, молодёжи и туризма) и проработал в нём более шестидесяти лет, занимаясь научной и педагогической деятельностью в области спорта. Более сорока лет (1930—1978) заведовал им же созданной кафедрой психологии. В 1963 году защитил докторскую диссертацию на тему «Психологические проблемы в физическом воспитании и спорте». В 1945—1946 годах был главным редактором журнала «Теория и практика физической культуры».
П. А. Рудик подготовил значительное количество профессорско-преподавательского состава для институтов физической культуры, участвовал в создании Европейского и международного сообществ психологов спорта. Как куратор и руководитель аспирантов на кафедре психологии ГЦОЛИФК внес большой вклад в подготовку научных кадров не только для России, но и для ближнего и дальнего зарубежья. Руководил Проблемной лаборатории психологической подготовки спортсменов, членов сборных команд СССР. Являлся членом Президиума Московского отделения Общества психологов СССР, Президиума Научного совета по физической культуре Министерства просвещения СССР и ряда других общественных организаций.
Умер в Москве 29 ноября 1983 года. Похоронен на Ваганьковском кладбище. Его сын Алексей тоже стал учёным, доктором физико-математических наук.
Был награждён орденами Ленина и Красной Звезды, а также медалями. Заслуженный деятель науки РСФСР (1965). Отличник физической культуры. Отличник народного просвещения РСФСР.
В его честь проводится международная конференция «Рудиковские чтения».